# Football aux Jeux méditerranéens de 2001
Navigation
Édition précédente Édition suivante
La compétition de football des Jeux méditerranéens de 2001, 14e édition du tournoi, se déroule du 5 septembre au 15 septembre 2001 à Tunis, en Tunisie.
Il est disputé par neuf équipes, tous les pays étant représentés par leurs équipes des moins de 21 ans. La Tunisie remporte la médaille d'or.

## Équipes participantes
| CAF - Tunisie - Libye - Algérie - Maroc | UEFA - France - Grèce - Italie - Saint-Marin - Turquie |

## Stades
| Ville   | Stades                      | Capacité |
| ------- | --------------------------- | -------- |
| Radès   | Stade du 7-Novembre         | 60 000   |
| Tunis   | Stade olympique d'El Menzah | 45 000   |
| Sousse  | Stade olympique de Sousse   | 28 000   |
| Sfax    | Stade Taïeb-Mehiri          | 22 000   |
| Bizerte | Stade du 15-Octobre         | 20 000   |

## Tournoi

### Phase de groupes
| Équipe      | J | V | N | D | BP | BC | Dif | Pts |
| ----------- | - | - | - | - | -- | -- | --- | --- |
| France      | 2 | 2 | 0 | 0 | 7  | 0  | +7  | 6   |
| Tunisie (H) | 2 | 1 | 0 | 1 | 5  | 1  | +4  | 3   |
| Saint-Marin | 2 | 0 | 0 | 2 | 0  | 11 | −11 | 0   |

(H) Pays hôte
| 5 septembre 2001 | Tunisie | 5–0 | Saint-Marin | Stade olympique d'El Menzah, Tunis |  |
|                  |         |     |             |                                    |  |

| 9 septembre 2001 | Tunisie | 0–1 | France | Stade olympique d'El Menzah, Tunis |  |
|                  |         |     |        |                                    |  |

| 11 septembre 2001 | France | 6–0 | Saint-Marin | Stade du 15-Octobre, Bizerte |  |
|                   |        |     |             |                              |  |

| Équipe  | J | V | N | D | BP | BC | Dif | Pts |
| ------- | - | - | - | - | -- | -- | --- | --- |
| Turquie | 2 | 1 | 1 | 0 | 3  | 2  | +1  | 4   |
| Grèce   | 2 | 1 | 0 | 1 | 2  | 2  | 0   | 3   |
| Libye   | 2 | 0 | 1 | 1 | 1  | 2  | −1  | 1   |

| 5 septembre 2001 | Grèce | 1–2 | Turquie | Stade olympique de Sousse, Sousse |  |
|                  |       |     |         |                                   |  |

| 9 septembre 2001 | Turquie | 1–1 | Libye | Stade olympique de Sousse, Sousse |  |
|                  |         |     |       |                                   |  |

| 11 septembre 2001 | Grèce | 1–0 | Libye | Stade olympique de Sousse, Sousse |  |
|                   |       |     |       |                                   |  |

| Équipe  | J | V | N | D | BP | BC | Dif | Pts |
| ------- | - | - | - | - | -- | -- | --- | --- |
| Italie  | 2 | 2 | 0 | 0 | 4  | 2  | +2  | 6   |
| Maroc   | 2 | 1 | 0 | 1 | 6  | 4  | +2  | 3   |
| Algérie | 2 | 0 | 0 | 2 | 3  | 7  | −4  | 0   |

| 5 septembre 2001 | Maroc | 5–2 | Algérie | Stade Taïeb-Mehiri, Sfax |  |
|                  |       |     |         |                          |  |

| 8 septembre 2001 | Italie | 2–1 | Maroc | Stade Taïeb-Mehiri, Sfax |  |
|                  |        |     |       |                          |  |

| 10 septembre 2001 | Italie | 2–1 | Algérie | Stade Taïeb-Mehiri, Sfax |  |
|                   |        |     |         |                          |  |

### Phase à élimination directe

#### Demi-finales
| 13 septembre 2001 | France | 0–1 | Italie | Stade du 15-Octobre, Bizerte |  |
|                   |        |     |        |                              |  |

| 13 septembre 2001 | Turquie | 0–1 a.p. | Tunisie | Stade olympique d'El Menzah, Tunis |  |
|                   |         |          |         |                                    |  |

#### Match pour la médaille de bronze
| 15 septembre 2001 | France | 2–0 | Turquie | Stade du 7-Novembre, Radès |  |
|                   |        |     |         |                            |  |

#### Match pour la médaille d'or
| 15 septembre 2001 | Italie | 0–1 | Tunisie | Stade du 7-Novembre, Radès |  |
|                   |        |     |         |                            |  |

## Médaillés
| Médaille d'or | Médaille d'argent | Médaille de bronze |
| --- | --- | --- |
| TunisieWalid Ben Hassine Saïf Ghezal Ali Zitouni Imed Bouthouri Karim Hamida Ahmed Hammi Ahmed Khanchil Chokri Zaalani Bassam Dâassi (en) Karim Dalhoum Mohamed Selliti Lassaad Ouertani Selim Benachour Alaeddine Yahia Anis Ayari Anis Zitouni Anis Boussaïdi Mohamed Achraf Khalfaoui | ItalieVitangelo Spadavecchia (en) Cristian Zaccardo Christian Maggio Riccardo Fissore (en) Roberto Cardinale (en) Andrea Dossena Simone Pacini Emanuele Calaiò Marco Mancinelli (en) Giuseppe Sculli Gianluca Pegolo (en) Luca Del Chiaro Simonluca Agazzone (en) Federico Balzaretti Angelo Palombo Franco Semioli Marco Ferro Alessandro Pellicori (en) | FranceLoïc Vincent (en) Mickaël Natchimie Nicolas Sahnoun Mickaël Pontal (en) Cyril Guyot (en) David Grondin Grégory Pujol Loris Reina Gaël Hiroux Ludovic Delporte Cyril Yapi Sébastien Squillaci Florent Balmont Loïc Paillères Nicolas Douchez David Vandenbossche Julien Stéphan Guillaume Laval |

## Classement final
| Pos.               | Équipe      | J | V | N | D | BP | BC | Dif | Pts | Résultat final              |
| ------------------ | ----------- | - | - | - | - | -- | -- | --- | --- | --------------------------- |
| Médaille d'or      | Tunisie (H) | 4 | 3 | 0 | 1 | 7  | 1  | +6  | 9   | Médaille d'or               |
| Médaille d'argent  | Italie      | 4 | 3 | 0 | 1 | 5  | 3  | +2  | 9   | Médaille d'argent           |
| Médaille de bronze | France      | 4 | 3 | 0 | 1 | 9  | 1  | +8  | 9   | Médaille de bronze          |
| 4                  | Turquie     | 4 | 1 | 1 | 2 | 3  | 5  | −2  | 4   | Quatrième place             |
| 5                  | Maroc       | 2 | 1 | 0 | 1 | 6  | 4  | +2  | 3   | Éliminé en phase de groupes |
| 6                  | Grèce       | 2 | 1 | 0 | 1 | 2  | 2  | 0   | 3   | Éliminé en phase de groupes |
| 7                  | Libye       | 2 | 0 | 1 | 1 | 1  | 2  | −1  | 1   | Éliminé en phase de groupes |
| 8                  | Algérie     | 2 | 0 | 0 | 2 | 3  | 7  | −4  | 0   | Éliminé en phase de groupes |
| 9                  | Saint-Marin | 2 | 0 | 0 | 2 | 0  | 11 | −11 | 0   | Éliminé en phase de groupes |

(H) Pays hôte